# عصام رجي
عصام رجي؛ مطرب لبناني (ولد في كفر شيما عام 1944، وتوفي في 8 أبريل 2001)، وبدأ حياته الفنية ضمن البرنامج التلفزيوني »الفن هوايتي« وتعرف بعدها على الاخوين رحباني وعمل معهم ضمن الكورال.
وفي سنة 1965 نقله الفنان اللبناني روميو لحود إلى مسرح فينيسيا أول /مسرح دائم في لبنان/ ليلعب معه دور البطولة في مسرحية //موال// وبعدها توالت الادوار تمثيلا وغناء باكثر من 25 عملا مسرحيا مع لحود بينها بعض الأعمال التي قدمت على ادراج قلعة بعلبك الاثرية ومنها »القلعة« و»الفرمان« و»الليالي اللبنانية«.
وكانت أول أغنية خاصة لرجي »قديش قضينا سوا« لكنه اكتسب شهرة واسعة مع أغنية »فوق الخيل« التي أحدثت ضجة كبيرة قبل ان يقدم له الموسيقار فريد الاطرش الذي كان من اعز اصدقائه أغنية »هزي يا نواعم« التي شكلت قفزة نوعية في مسيرته الفنية وتبعها مباشرة أغنية »يا صلاة الزين«.
بعد اندلاع الحرب الأهلية التي عصفت بلبنان على مدى 15 عاما وانتهت عام 1990 انتقل رجي للعيش متنقلا في بعض الدول العربية وتعرف على زوجته الأردنية في مسقط وخطبها في مسقط وتزوجها في سوريا.
ومع ابتعاده عن الفن الغنائي أسس شركة إنتاج تلفزيونية سينمائية واذاعية ثم عاد إلى الغناء في الثمانينيات مع مجموعة لاقت النجاح إضافة إلى عمل مسرحي اسمه »هلو بيروت« مع مروان وغدي الرحباني.(1)

## من أشهر أغانيه
- هزي يا نواعم.
- لا قيتك والدنيا ليل.
- يا سمرة يا تمر هندي.
- حبينا دكتورة.
- يومين شهرين.
- فوق الخيل.
- تغيرتي كتير علينا.

كما غنى ولحن كلمات للشاعر منير عبد النور منها :
- يا لولو اللون الأزرق
- ضوي يا قمر
- عاش مين شافك
- أنا صابر

وآخر أعماله أغنية من كلمات الشاعر منير عبد النور ولحنها وغناها مع الفنان نور مهنا وشاركه في أدائها في برنامج ( جار القمر ) عام 1999 بعنوان ( لعل وعسى ) وحازت شعبية وانتشارا واسعين خاصة في حلب الشهباء.

## وصلة خارجية
- عصام رجي على موقع ميوزك برينز (الإنجليزية)
- عصام رجي على موقع ديسكوغز (الإنجليزية)
- عصام رجي على قاعدة بيانات الأفلام العربية.